# Aérodrome de Blois - Le Breuil
L’aérodrome de Blois - Le Breuil (code AITA : XBQ code OACI : LFOQ) est un aérodrome ouvert à la circulation aérienne publique (CAP). D'une surface de 224 ha, l'aérodrome du Breuil est situé sur 3 communes : La Chapelle-Vendômoise, Villefrancœur et Landes-le-Gaulois, à 18 km au nord-ouest de Blois et à moins de 18 km au sud-est de Vendôme  dans le département de Loir-et-Cher (région Centre-Val de Loire, France).
Il est surtout utilisé pour la pratique d’activités de loisirs et de tourisme (aviation légère et aéromodélisme). 
Depuis 2019, l'aérodrome est géré par la société d'économie mixte à opération unique Aérodrome Blois-Le Breuil, créée par le conseil départemental de Loir-et-Cher et la Société Française des Aéroports SFA. Cette gestion s'inscrit notamment dans une politique de développement durable, considérant l'aérodrome comme un écosystème global.
En 2025, l'aérodrome a franchi une nouvelle étape dans son développement en accueillant les premiers essais de roulage du drone MALE (Moyenne Altitude Longue Endurance) Aarok, développé par Turgis et Gaillard. Cette implantation renforce la position de Blois-Le Breuil comme site stratégique de l'industrie aéronautique de défense. L'entreprise a l'intention de construire un nouvel aérogare de 10000m2 et de recruter environ 50 salariés.

## Histoire
Vers 1938-1939, l'armée de l'air française  s’installe au Breuil en créant un nouvel aérodrome, sur la commune de La Chapelle-Vendômoise. Elle a pour projet de former, à partir de la 19e escadre de bombardement de Bordeaux, deux escadres, représentant quatre groupes de bombardement en piqué, avec le nouvel avion Loire-Nieuport LN-411. Il est prévu qu’elle s’installe à Blois au début de 1940, mais l'occupation allemande en décidera autrement.
Le Groupe de Reconnaissance aérienne II/33 y est brièvement basé le 10 juin 1940 lors de son repli vers la zone libre. Il est équipé du Bloch MB174, un triplace de reconnaissance, et compte dans ses rangs le capitaine Antoine de Saint Exupéry. Lorsque le terrain du Breuil est envahi par les troupes allemandes, celles-ci l’utilisent comme terrain de dégagement, notamment pour recevoir les avions de la Luftwaffe en difficulté. Le terrain sera protégé par des blockhaus et bombardé par l'aviation alliée.
A la fin de la guerre, l’aéroclub du Loir-et-Cher s’installe sur le terrain du Breuil et prend le nom de « Air Club Blois Vendôme ». Il reprend ses activités avec un SV4 C Stampe et un planeur Caudron C800 et un treuil Ford. Raymond Mauler, ancien de l’Aérospostale, est son premier chef pilote, et il est alors présidé par Georges Bégé. Ce dernier est conseiller municipal de Cour-Cheverny depuis 1931, breveté pilote en 1933 et fils des propriétaires du Domaine de La Borde, sur lequel l'aérodrome de Cour-Cheverny est fondé.

## Installations

### Organisation
L’aérodrome du Breuil enregistre 21 000 mouvements par an dont la majorité concerne l'aviation de loisir. Sa piste revêtue lui permet également de recevoir des appareils d’aviation d’affaire, de l’entrainement militaire et des vols sanitaires. 
Il est classé C1 : moins de 15 000 passagers annuels, en aviation de voyage, et lignes à faible trafic. 
Il dispose de six pistes :
- une piste bitumée orientée est-ouest (12/30), longue de 1 250 mètres et large de 30. Elle est dotée d’un balisage diurne et nocturne ;
- une piste en herbe orientée est-ouest (12L/30R), longue de 720 mètres et large de 80, réservée aux planeurs ;
- une piste en herbe orientée est-ouest (12R/30L), longue de 630 mètres et large de 80, réservée aux planeurs ;
- une piste en herbe orientée sud-nord (02L/20R), longue de 930 mètres et large de 80, réservée aux planeurs ;
- une piste en herbe orientée sud-nord (02R/20L), longue de 920 mètres et large de 70 ;
- une piste en herbe orientée sud-nord (02/20), longue de 250 mètres et large de 75, réservée aux ULM.

L’aérodrome n’est pas contrôlé mais dispose d’un service d’information de vol (AFIS). Les communications s’effectuent sur la fréquence de 118,450 MHz. Il est agréé pour le vol à vue (VFR) de nuit et le vol aux instruments (IFR).
Une nouvelle aérogare avec une vigie à 360° et un bâtiment dédié au SSLIA (Service de sauvetage et de lutte contre l’incendie des aéronefs) sont construits en 2013. L’aérodrome a obtenu la validation par l’Aviation Civile d’un classement en niveau 2 ce qui nécessite le recrutement d’un pompier d’aéroport, l’acquisition d’un véhicule SSLIA et la construction du bâtiment SSLIA.
La surface totale construite est de 528 m2 (395 m2 d’aérogare et 133 m2 pour le bâtiment dédié au SSLIA). S’y ajoutent une station d’avitaillement en carburant (100LL et Jet A1), des hangars et un restaurant.

### Accès
En 2019, le Conseil départemental de Loir-et-Cher a installé un avion R3000 sur le giratoire proche de l'aérodrome et un nouveau logo a été créée par son gestionnaire pour améliorer la signalétique.

## Activités

### Loisirs et tourisme
- Nombreuses activités de loisirs avec 6 pistes adaptées à toutes les pratiques : avions, hélicoptères, ULM toutes classes, planeurs, parachutisme. La plateforme est utilisée comme base de survol des châteaux de la Loire.
- Tous les ans depuis 1980, au tout début septembre, le salon international de l’aviation ultra-légère est organisé sur l’aérodrome. Il accueille plus de 7000 visiteurs, 100 exposants et 200 ULM exposés[6].

### Sociétés implantées
- Blois Aéro services
- Centre Air Pilot (centreairpilot.fr)
- 4NRJ
- Aero systemes
- Heli-passion Val de Loire
- Turgis et Gaillard